# Pharomachrus auriceps
Pharomachrus auriceps là một loài chim trong họ Trogonidae.